# Target Corporation
Die Target Corporation gehört zu den größten Einzelhändlern der USA und ist nach Walmart der zweitgrößte Discounter des Landes. Das Unternehmen hat seinen Firmensitz in Minneapolis, Minnesota und ist im Aktienindex S&P 500 gelistet. Target war 2023 auf Platz 72 der Fortune 500 und auf Platz 203 der Forbes Global 200. Target erzielte im Jahr 2022 einen Umsatz von 106 Milliarden USD und einen Gewinn von 6,9 Milliarden USD. Die Marktkapitalisierung lag bei 60,91 Milliarden USD. Die Discounterkette hatte 2023 in den USA 1.950 Filialen in allen Bundesstaaten und dem District of Columbia und beschäftigte 440.000 Mitarbeiter.
Das Unternehmen war bis 2000 als Dayton Hudson Corporation bekannt. Die australischen Target-Filialen gehören zu Coles Myer.

## Geschichte
1902 öffnete George Dayton das erste Kaufhaus im Geschäftsviertel von Minneapolis. Damals hieß das Unternehmen noch Dayton Dry Goods Company. 1911 wurde es in The Dayton Company umbenannt. 1962 öffnete die Dayton Company in Minnesota ihren ersten Discountladen.
1969 schloss sich die Dayton Company mit der J.L. Hudson Company zusammen. 1978 kaufte die Dayton Company Mervyn’s, 1990 kaufte man Marshall Fields. Die Dayton Hudson Corporation wechselte 2000 ihren Namen. Mehr als 75 Prozent des Firmenumsatzes kamen von Target. 2001 kündigte Target an, dass man die Dayton’s- and Hudson’s-Filialen unter dem Namen Marshall Fields weiterlaufen lassen wolle.
Im März 2004 kündigte Target an, dass man die Goldman-Sachs-Gruppe beauftragt habe, zu analysieren, ob man die Marshall-Fields- und Mervyn’s-Filialen verkaufen könnte. Im Juli verkaufte Target Marshall Fields an das Unternehmen May Department Stores Company und kündigte an, Mervyn’s an ein Investmentkonsortium um Sun Capital Partners, Inc., Cerberus Capital Management L.P. und Lubert-Adler / Klaff and Partners, L.P. zu verkaufen. Der Verkauf wurde im September durchgeführt. Heute betreibt Target drei Formate: Target, Target Greatland und SuperTarget.

### Auslandsexpansion
Im Januar 2011 gab das Unternehmen bekannt, ins Ausland expandieren zu wollen. Im März 2013 wurden die ersten Niederlassungen in Kanada eröffnet, bis Jahresende waren dort 124 Märkte vorgesehen. Im Januar 2015 wurde Target Canada von Companies’ Creditors Arrangement Act unter Gläubigerschutz gestellt. Die Target Corporation musste 5,1 Mrd. Dollar abschreiben.

### Diebstahl von Kundendaten
Ende 2013 gelang Hackern der Zugriff auf insgesamt über 100 Millionen Kundendaten, darunter Kundenkarten- und Kreditkartennummern, Kartenprüfcodes, PIN, Post- und Mailadressen und Telefonnummern. In der Konsequenz verließ im März 2014 der Chief Information Officer das Unternehmen; im Mai gab Target den Rücktritt von CEO Gregg Steinhafel bekannt.

## Target Stores

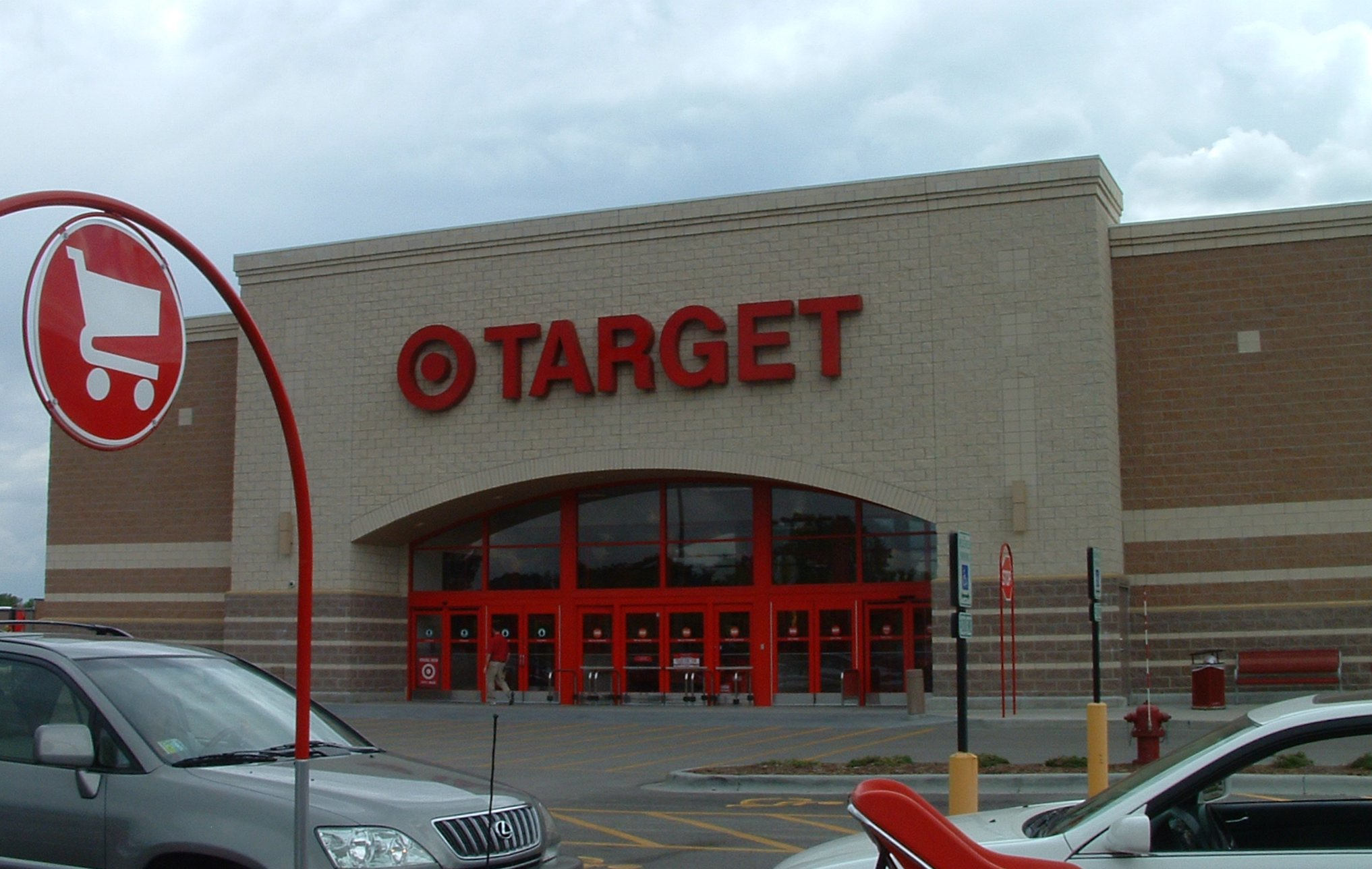
Target-Geschäft bei Chicago

Target Stores ist eine Division der Target Corporation. Die Discounterkette hatte 2023 in den USA 1.950 Filialen in allen Bundesstaaten und dem District of Columbia.
In Australien gibt es Target als Billigkaufhaus unter dem gleichen Logo. Dieser Target hat 150 Filialen. Die Marke in Australien gehört Coles Myer und ist nicht zugehörig zur Target Corporation USA. Target selbst hat keine Filialen außerhalb der Vereinigten Staaten und Kanadas.

## Target und die Heilsarmee
Target hat eine langjährige Partnerschaft mit der Heilsarmee. So berichtete das Unternehmen in 2011, dass in den beiden zurückliegenden Jahren jeweils USD 250.000 während der Weihnachtszeit gespendet wurden und die Heilsarmee über einen Fünf-Jahres-Zeitraum mit einer Summe von USD 13,6 Mio. unterstützt wurde.
Target hat eine Standardregel für Nichtanwerbung an seinen Kaufhäusern. Eine Ausnahme wurde lange Zeit für die Heilsarmee gemacht. Diese Ausnahme wurde 2004 jedoch widerrufen, um konsistent im Umgang mit anderen Wohltätigkeitsorganisationen zu sein.